# Константинов, Константин Юрьевич
Константин Юрьевич Константинов (род. 14 сентября 1974, Москва) — российский актёр театра и кино. Актёр Московского академического театра им. Вл. Маяковского с 1998 года. Заслуженный артист Российской Федерации (2023).

## Биография
Родился в городе Москва, окончил среднюю школу № 63.
В 1991 году поступил на первый курс МГОУ им. Крупской при ГИТИСе. В 1994 году поступил в РАТИ-ГИТИС на режиссёрский факультет в актёрскую группу, на курс профессора и народного артиста СССР А. А. Гончарова.
Первым студенческим спектаклем,  была сказка «Иван Царевич» (постановка Евгения Камильковича) на роль Ивана Царевича. Дипломными работами стали «Собачий вальс», роль Карла Тиле и «Человек из Ламанчи», в роли Цирюльника.
Получив диплом в 1998 году, как и многие ученики Андрея Гончарова, Константин был принят в труппу Московского академического театра им. Вл. Маяковского. Одновременно сотрудничает с Анной Макагон в театре «У камина», где сыграл роли Есенина в постановке «Айседора Есенина» и Торвальда Хельмера в «Кукольном доме» Г. Ибсена.
В прошедшие годы он сыграл Кармена в пьесе Т.Стоппарда «Входит свободный человек», Ходока в «Ящерице» А. Володина, Секирдонса в «Жертве века» А. Н. Островского, Пера «Госпожа министерша» Б. Нушича, Жана «Как вам это полюбится» У. Шекспира, Робби Роуза «Иллюзион» А. Корнейчука и другие роли. В сказке «Приключения Буратино» А. Толстого играл Пьеро, а также был последним исполнителем роли Ивана Царевича в одноимённом детском спектакле.
Играет в идущих спектаклях: «На бойком месте» (А. Н. Островский), «Развод по-мужски» (Н. Саймон), «Женитьба» (Н. В. Гоголь), «Мёртвые души» (Н. В. Гоголь), «Таланты и поклонники» (А. Н. Островский), «Девятьподесять» (С. Денисова), «Декалог на Сретенке» (Саша Денисова), «Плоды просвещения» (Л. Н. Толстой), «Господин Пунтила и слуга его Марти» (Б. Брехт), «На чемоданах» (Х. Левин), «Кавказский меловой круг» (Б. Брехт), «Бешеные деньги» (А. Островский), «Бердичев» (Ф. Горенштейн) и в премьере 2018 года «ДОНЖУАН» (Ж.-Б. Мольер).
В кино занят с 2002 года с сериалом «Марш Турецкого-2». Впоследствии снялся в эпизодах сериалов «Жизнь — поле для охоты», «Солдаты-7», «Закон и порядок: Отдел оперативных расследований — 2». В 2009 году сыграл Петровского в многосерийной драме «Выхожу тебя искать», боярина Тучкова в исторической картине «Иван Грозный» А. Эшпая, а также был занят в приключенческом сериале «Предлагаемые обстоятельства». В 2012 году на канале «Россия 1» показаны военный сериал Эльёра Ишмухамедова «М. У. Р.», в котором исполняет роль Игоря Гаранина, и полнометражный фильм «Обратный билет» режиссёра Александра Канановича.

## Театральные работы

#### В театре «У камина» Анны Макагон
- 2000 — «Есенина-Дункан» (реж. Филатов) — Есенин
- 2001 — «Кукольный дом» — Торвальд Хельмер

#### Втеатре им. Вл. Маяковского[1]
| Год  | Спектакль                            | Драматург                             | Режиссёр          | Роль                                                                  |
| ---- | ------------------------------------ | ------------------------------------- | ----------------- | --------------------------------------------------------------------- |
| 1996 | «Иван-Царевич»                       | Ю.Михайлов (по А. Н. Островскому)     | Е. Б. Каменькович | Иван-Царевич                                                          |
| 1997 | «Жертва века»                        | А. Н. Островский                      | А. А. Гончаров    | Сакердон                                                              |
| 1997 | «Забавы Дон Жуана»                   | М.Павлова                             | Т. В. Ахрамкова   | 1-й рабочий сцены                                                     |
| 1997 | «Приключения Буратино»               | А. Н. Толстой                         | Ю. В. Иоффе       | Пьеро                                                                 |
| 1998 | «Валенсианские безумцы»              | Лопе де Вега                          | Т. В. Ахрамкова   | /-/                                                                   |
| 1998 | «Собачий вальс»                      | Л. Н. Андреев                         | Ю. В. Иоффе       | Карл Тиле                                                             |
| 1998 | «Театральный романс»                 | А. Н. Толстой                         | А. А. Гончаров    | Цыган                                                                 |
| 1998 | «Человек из Ламанчи»                 | Д.Вассерман, Д.Дэрион                 | А. А. Гончаров    | Цирюльник                                                             |
| 1998 | «Чума на оба ваши дома»              | Г. И. Горин                           | Т. В. Ахрамкова   | Горожанин, Родственник, Бард                                          |
| 1999 | «Госпожа Министерша»                 | Бранислав Нушич                       | А. А. Белинский   | Пера                                                                  |
| 1999 | «Дети Ванюшина»                      | С. А. Найдёнов                        | А. А. Гончаров    | Приказчик                                                             |
| 1999 | «Как вам это полюбится»              | Уильям Шекспир                        | А. А. Гончаров    | Жан                                                                   |
| 1999 | «Плоды просвещения»                  | Л. Н. Толстой                         | П. Н. Фоменко     | Швейцар                                                               |
| 1999 | «Ящерица»                            | А. М. Володин                         | Е. Н. Лазарев     | Ходок                                                                 |
| 2001 | «Входит свободный человек»           | Том Стоппард                          | Ю. В. Иоффе       | Кармен                                                                |
| 2001 | «Мой век»                            | Мишель Лоранс                         | С. И. Яшин        | Луи, Альберт, Антуан, Кондитер, Разносчик цветов                      |
| 2001 | «Розенкранц и Гильденстерн мертвы»   | Том Стоппард                          | Е. М. Арье        | Альфред                                                               |
| 2002 | «Женитьба»                           | Н. В. Гоголь                          | С. Н. Арцибашев   | Хор                                                                   |
| 2002 | «Рамки приличий»                     | А. М. Максимов                        | А. М. Максимов    | Лакей                                                                 |
| 2003 | «Иллюзион»                           | А. В. Курейчик                        | Т. И. Сополёв     | Роберт Роуз                                                           |
| 2003 | «Карамазовы»                         | В. Ю. Малягин (по Ф. М. Достоевскому) | С. Н. Арцибашев   | Пан Врублевский                                                       |
| 2005 | «Евгений Онегин»                     | А. С. Пушкин                          | Т. А. Орлова      | Ленский                                                               |
| 2005 | «Приключения Красной Шапочки»        | Ю.Ким                                 | Ю. В. Иоффе       | Доктор Айболит                                                        |
| 2007 | «Мёртвые души»                       | Н. В. Гоголь                          | С. Н. Арцибашев   | Чиновник, господин на балу                                            |
| 2007 | «Ревизор»                            | Н. В. Гоголь                          | С. Н. Арцибашев   | Добчинский                                                            |
| 2009 | «Как поссорились…»                   | В. Ю. Малягин (по Н. В. Гоголю)       | С. Н. Арцибашев   | Тарас Петрович, подсудок, или помощник судьи                          |
| 2009 | «Золотой ключик»                     | А. К. Толстой                         | Ю. В. Иоффе       | Артемон                                                               |
| 2011 | «Квит на квит»                       | А. Н. Будищев                         | Ю. В. Иоффе       | Иван Иванович Верешимов, купец                                        |
| 2012 | «Авантюристы»                        | Алэн Вернье                           | В. И. Глазков     | Герцог Мальборо, он же Симон Пикаж, он же Сеня из Одессы              |
| 2012 | «Девятьподесять»                     | Саша Денисова                         | Н.Кобелев         | Чехов, Мейерхольд, Охлопков, Гончаров                                 |
| 2013 | «Враг народа»                        | Г.Ибсен (версия Саши Денисовой)       | Н.Кобелев         | Аслаксен                                                              |
| 2013 | «Господин Пунтила и его слуга Матти» | Б.Брехт                               | М.Карбаускис      | Атташе                                                                |
| 2013 | «Мёртвые души»                       | В. Ю. Малягин (по Н. В. Гоголю)       | С. Н. Арцибашев   | Илья Ильич Манилов, Константин Фёдорович Костанжогло                  |
| 2016 | «Кавказский меловой круг»            | Б.Брехт                               | Н.Кобелев         | 1-й врач; 1-й торговец; Монах; 1-й адвокат                            |
| 2018 | «Донжуан»                            | Жан-Батист Мольер                     | А. Шульев         | Гусман, слуга Доны Эльвиры, господин Диманш, кредитор, Каменный гость |

#### Другие проекты
- в спектакле А. Гнездилова «Любовь Тодзюро» сыграл роль Ягосити Сэнда (в 2008 году вместе с другими актёрами получил зрительскую премию «Живой театр» в номинации «лучший актёрский ансамбль»)

### Идущие спектакли в театре им. Вл. Маяковского[1]
| Год  | Спектакль                | Драматург         | Режиссёр         | Роль                                                              |
| ---- | ------------------------ | ----------------- | ---------------- | ----------------------------------------------------------------- |
| 2008 | «На бойком месте»        | А. Н. Островский  | Ю. В. Иоффе      | Пыжиков, артист-трагик                                            |
| 2008 | «Развод по-мужски»       | Нил Саймон        | С. Н. Посельский | Мюррей, полицейский                                               |
| 2012 | «На чемоданах»           | Ханох Левин       | А.Коручеков      | Альфонс Хузли                                                     |
| 2012 | «Таланты и поклонники»   | А. Н. Островский  | М.Карбаускис     | Вася, молодой купчик, приятной наружности и с приличными манерами |
| 2013 | «Женитьба»               | Н. В. Гоголь      | С. Н. Арцибашев  | Никанор Иванович Анучкин, отставной пехотный офицер               |
| 2014 | «Бердичев»               | Ф.Горенштейн      | Н.Кобелев        | Авнер Эфраимович Овечкис, московский еврей                        |
| 2015 | «Декалог на Сретенке»    | Саша Денисова     | Н.Кобелев        | Петр 1; Градоначальник; Князь                                     |
| 2015 | «Плоды просвещения»      | Л. Н. Толстой     | М.Карбаускис     | Сергей Иванович Сахатов                                           |
| 2017 | «Бешеные деньги»         | А. Н. Островский  | А. Шульев        | Глумов                                                            |
| 2020 | «Старший сын»            | А.Вампилов        | А. Шульев        | Сосед                                                             |
| 2021 | «Школа жен»              | Жан-Батист Мольер | М. Карбаускис    | Энрик, зять Кризальда                                             |
| 2023 | «Палата № 6»             | А.Чехов           | Е. Закиров       | Сергей Сергеич, фельдшер                                          |
| 2024 | «Виндзорские насмешницы» | Жан-Батист Мольер | В. Данай         | Джордж Страница                                                   |

## Фильмография
- 2022 «Тайны следствия», реж. М. Демченко, телесериал, 22 сезон (1, 2 серия) — Чернышев - в производстве
- 2021 «Училки в законе 2», телесериал — Казиношник
- 2020 «Паромщица» сериал, Россия 1 — Строгалев, инвестор, 10-11-12 серии
- 2019 «Рейк» — Василий Андреевич
- 2018 Сериал «Молодежка 6» СТС, роль — адвокат Лобов Степан Олегович (33 серия)
- 2018 «Доктор Рихтер» (2 сезон) — Толя
- 2018 «Сиделка» — Стас
- 2017 «Паутина 10» — Егорычев (22 и 24 серрии)
- 2017 «Пробуждение» — Денис, администратор отеля
- 2017 «Черновик» — Каперанг
- 2017 «Адвокат» (серия 31 «Двойная жизнь») — Александр Михайлович, главврач
- 2017 «Яна+Янко» — свита Сале
- 2015 «Семейный бизнес-2» — Нахалов, ведущий (12 серия)
- 2015 «Побег за мечтой» — Андрей Матвеевич, главврач
- 2013 «Кастинг» (короткометражный) — режиссёр
- 2013 «Департамент» — Голубев
- 2012 Обратный билет — Толя
- 2012 Верю — Костя, продавец в бутике
- 2012 Zолушка — гость на балу
- 2012 МУР — Игорь Гаранин (13 серия)
- 2010 Крем (сериал)— режиссёр (6 серия) — эпизод
- 2009 Предлагаемые обстоятельства (фильм № 2 «Свадьба») — официант
- 2009 Иван Грозный — Тучков
- 2009 Выхожу тебя искать — Петровский
- 2007 Закон и порядок: Отдел оперативных расследований-2 (фильм № 7 «Смертельное горе») — Сергей Пиюков
- 2006 Солдаты-7 — налоговый инспектор (эпизод, 6 серия)
- 2005 Жизнь – поле для охоты — охранник Штырь (серии: 9,12,13,16)
- 2003 Прощальное эхо — эпизод
- 2002 Марш Турецкого (второй сезон, фильм № 12 «Оборотень»)
- 2001 Мамука — Игорёк

## Награды[1]
- Почётная грамота Департамента культуры города Москвы «За большой вклад в развитие культуры города Москвы» — 2011 год;
- Почётная грамота Министерства культуры Российской Федерации «За большой вклад в развитие культуры» — 2011 год;
- Звание «Почётный деятель искусств города Москвы» («За большой вклад в развитие культуры и многолетнюю творческую деятельность») — указ мэра Москвы № 65 от 14 ноября 2016 года;
- Благодарность Президента Российской Федерации (12 ноября 2019 года) — за заслуги в развитии отечественной культуры и искусства, многолетнюю плодотворную деятельность[2].
- Заслуженный артист Российской Федерации (18 сентября 2023 года) — за вклад в развитие отечественной культуры и искусства, многолетнюю плодотворную деятельность[3].